# 保爾斯山脈

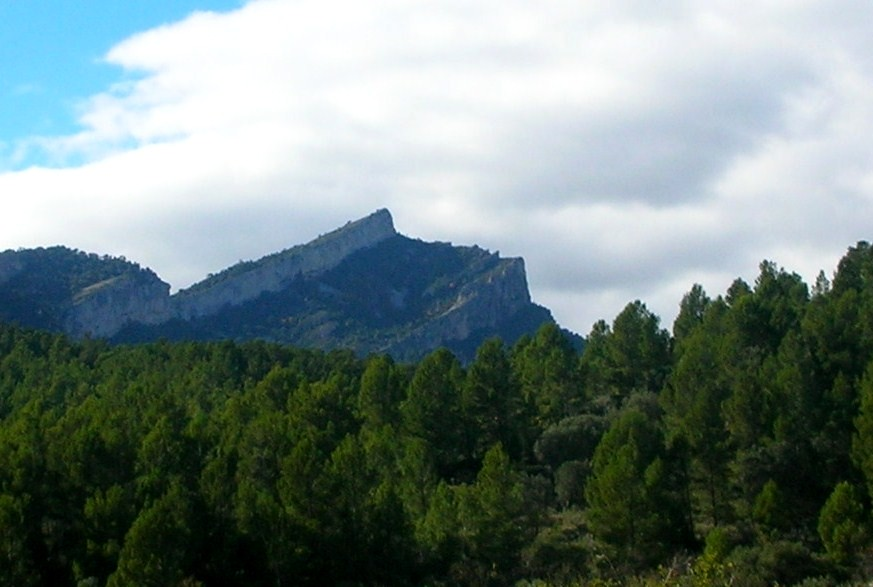

40°56′52.8″N 00°23′15.5″E / 40.948000°N 0.387639°E
保爾斯山脈，是西班牙的山脈，位於該國東北部加泰羅尼亞，最高點海拔高度1,091米，以東南面的市鎮保爾斯命名，該山脈的山體由石灰岩組成。